# Niwra
Niwra (ukr. Нивра) – wieś na Ukrainie w rejonie czortkowskim należącym do obwodu tarnopolskiego, położona na prawym brzegu rzeki Zbrucz.
W II Rzeczypospolitej wieś w powiecie borszczowskim województwa tarnopolskiego. W miejscowości stacjonowała strażnica KOP „Niwra”.
W latach 1944–1945 nacjonaliści ukraińscy z OUN-UPA zamordowali tutaj 15 Polaków.